# Ventės Ragas
Ventės Ragas (tyska: Windenburger Eck) är en udde i Litauen. Den ligger i den västra delen av landet, 270 km väster om huvudstaden Vilnius.
Terrängen inåt land är mycket platt. Havet är nära Ventės Ragas åt sydväst. Runt Ventės Ragas är det ganska glesbefolkat, med 22 invånare per kvadratkilometer. Närmaste större samhälle är Silute, 18,6 km öster om Ventės Ragas. 